# Xylosma maidenii
Xylosma maidenii är en videväxtart som beskrevs av Herman Otto Sleumer. Xylosma maidenii ingår i släktet Xylosma och familjen videväxter. Inga underarter finns listade i Catalogue of Life.

## Bildgalleri

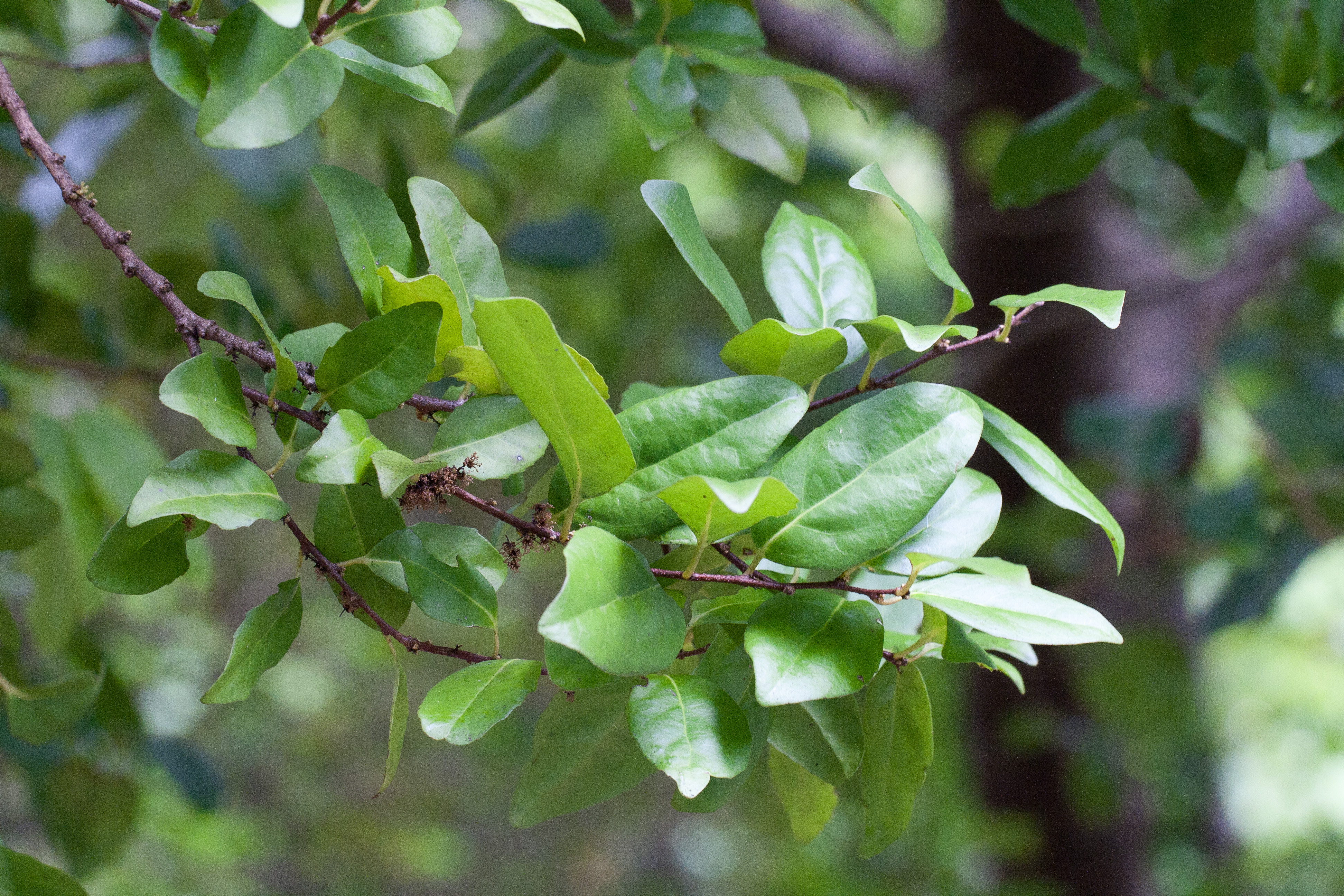